# Берсајен
Берсајен (фр. Bersaillin) насеље је и општина у источној Француској у региону Франш-Конте, у департману Јура која припада префектури Лон ле Соније.
По подацима из 2011. године у општини је живело 395 становника, а густина насељености је износила 28,42 становника/km². Општина се простире на површини од 13,9 km². Налази се на средњој надморској висини од 303 метара (максималној 300 m, а минималној 222 m).

## Демографија
| 1962. | 1968. | 1975. | 1982. | 1990. | 1999. | 2011. |
| ----- | ----- | ----- | ----- | ----- | ----- | ----- |
| 249   | 290   | 283   | 325   | 305   | 274   | 395   |

График промене броја становника у току последњих година